# Grauer Stein (Wiesbaden)

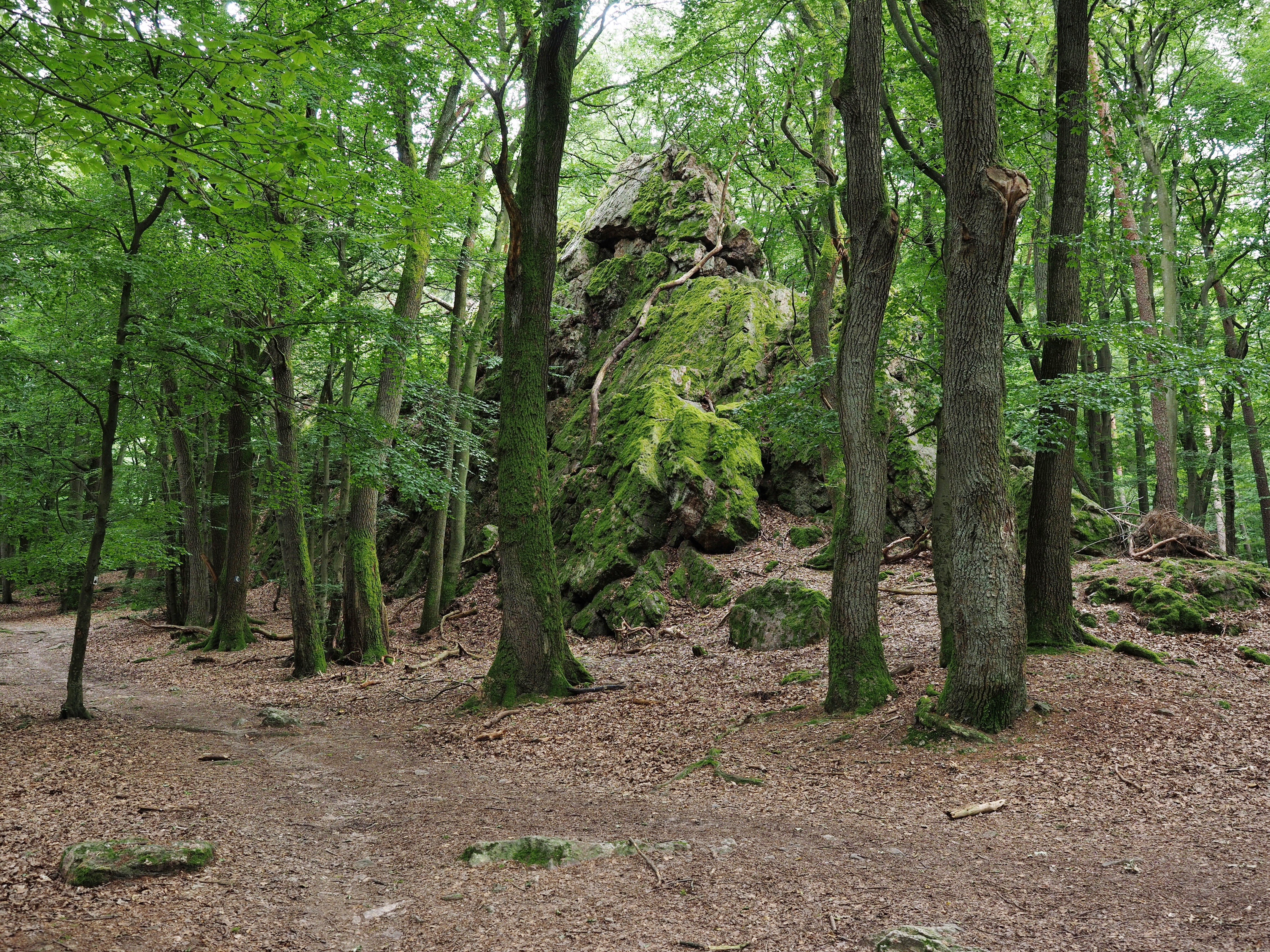
Grauer Stein

Der Grauer Stein ist eine als Naturdenkmal geschützte Felsgruppe bei Wiesbaden-Frauenstein.
Der zwischen Wiesbaden-Frauenstein und Georgenborn gelegene Graue Stein ist der bis zu zwölf Meter hohe sichtbare Teil eines Quarzganges. Er ist der erste einer Reihe von Quarzfelsen, die sich von Frauenstein bis zum Goethestein finden. Der Graue Stein wird sportlich zum Klettern genutzt. Der Rheinsteig führt am Grauen Stein vorbei.